# Immortal (21 Savage)
Immortal è un singolo del rapper britannico 21 Savage pubblicato il 31 ottobre 2019.

## Tracce
1. Immortal – 4:14